# Hair Zone Mall Tour
L'Oreal Hair Zone Mall Tour fue una gira realizada por Britney Spears en centros comerciales de Estados Unidos. Britney hizo pequeños shows de aproximadamente 20 minutos de duración, contando sólo con dos o tres bailarines de acompañamiento. La gira fue creada para promover el álbum debut de la cantante, ...Baby One More Time. Este conjunto de presentaciones también es conocido como el "Lunch de las schools", ya que fue patrocinado por L'Oreal.

## Acerca del show

### Escenario
El escenario consiste en forma de "T", muy sencillo y no tan complejo en su estructura. Consiste en un fondo de tela negro, o a veces, en carteles promocionales del álbum de Britney o de productos de L'oreal. Según la presentación, el escenario podía tener una pequeña pasarela o no.

### Sinopsis
El concierto empezaba con Britney y dos bailarines vestidos con abrigos cantando Britney, su frase "Hit me baby one more time", seguido a interpretar (You Drive Me) Crazy y quitarse los abrigos y bailar una compleja coreografía. Después se llevaba una silla al escenario para que Britney interpretara Born to Make You Happy con sus dos bailarines. La presentación de Sometimes empieza con Britney y dos bailarinas también vestidas de colegialas realizando la coreografía original del video. Luego interpreta ...Baby One More Time con la coreografía original del video.
- Dependiendo del lugar, los dos bailarines podían ser dos chicos o dos chicas.

## Repertorio
Dependiendo de lo que fue a presentar a veces presentaba "Born To Make You Happy"
- (You Drive Me) Crazy (solo en algunos lugares)
- Born to Make You Happy/Thinkin' About You/Deep In My Heart
- Sometimes
- ...Baby One More Time